# Jessie Sommarström
Anna Jessie Sommarström, född 1 maj 1979 i Goa i Indien, är en svensk kock. År 2022 utsågs hon till Årets kock.

## Biografi
Sommarström är adopterad från Indien och växte upp på Lidingö, utanför Stockholm. Hon är bosatt på Resarö i Vaxholms kommun med maken Gordon Grimlund och två barn.
Efter gymnasiet fick hon sitt första arbete på restaurang som diskare. Eftersom hon saknade utbildning arbetade hon upp sig inom restaurangbranschen och arbetade bland annat på Sturehof innan hon startade eget företag. Efter att den egna restaurangen gått i konkurs fick hon anställning på finkrogen Esperanto. Hon sade upp sig när hon insåg att hon behövde fokusera mer på familjen och började istället arbeta på lunchrestaurangen Urban Deli. Där har hon sedan kommit att bli kreativ ledare och leder innovation, hållbarhet och utveckling. Sommarström är även verksam på Axfoundations livsmedelsutvecklingscentrum Torsåker gård.
År 2020 ställde hon upp i Årets kock men fick avbryta tävlingen då hon inte mådde bra. Hennes medverkan i tävlingen ledde dock till att hon 2021 fick medverka i TV-programmet Kockarnas kamp där hon slutade på en andraplats. 2022 ställde hon upp i Årets kock igen och stod som tävlingens segrare. Sommarström var andra kvinna, och den första på 34 år, att vinna utmärkelsen. År 2023 utsågs hon till Årets kvinna i besöksnäringen och samma år tilldelades hon Gastronomiska akademiens guldmedalj och Kockarnas kock.
Tillsammans med sin make, kocken Gordon Grimlund, har hon utvecklat klimatsmart barnmat.
Hon är systerdotter till museimannen Bo Sommarström. Den 28 juni 2023 var hon sommarvärd i P1.